# グレンダ・ジャクソン
グレンダ・ジャクソン（Glenda May Jackson CBE、1936年5月9日 - 2023年6月15日）は、イギリスの女優、政治家。

## 略歴
リバプール近くマージーサイドのバーケンヘッドで、煉瓦職人の家庭に生まれ、高校卒業後に2年間薬局で働いた後、ロンドンの王立演劇学校で学ぶ。1957年にテレンス・ラティガンの『銘々のテーブル』で舞台にデビューする。これまでトニー賞に4度ノミネートされている。1963年に映画デビューし、『恋する女たち』と『ウィークエンド・ラブ』でアカデミー主演女優賞を受賞。テレビではエリザベス一世に扮した『Elizabeth R』でエミー賞を２回受賞。ケン・ラッセル、ジョン・シュレシンジャーなどのイギリス映画作家の作品を通して70年代の自立した女性像を演じ続けた。シェークスピア、イプセンなどの古典、近代劇からコメディーまで幅広くこなす演技力には定評があり、妥協を許さない個性の強さと貫禄のある台詞の言い回しが特徴。
2023年6月15日、同日に病気療養中に死去したことを代理人が発表した。87歳没。

### 政治家として
1992年に政界入りのため女優を引退し、労働党から庶民院議員選挙に立候補して当選する。ブレア内閣において、1997年から1999年まで運輸政務次官を務めた。2015年の選挙には立候補せずに政界を引退した。

### 女優復帰
政界引退後の2015年以降は主にロンドン、ニューヨークの舞台で俳優活動を復活。シェークスピアのリア王（リア王役）、エドワード・オールビーのピューリッツァー賞受賞作『幸せの背くらべ』などに出演。後者でブロードウェーのトニー賞を2018年に受賞。
最後に出演した映画は『二度目のはなればなれ』で、2022年9月に撮り終えたが、翌年10月の公開を前に亡くなっている。

## 主な出演作品
| 公開年 | 邦題 原題 | 役名                                 | 備考                                                                                        |
| ------ | --- | ------------------------------------ | ------------------------------------------------------------------------------------------- |
| 1963   | 孤独の報酬 This Sporting Life                                                                                             | パーティの歌手                       | クレジットなし                                                                              |
| 1967   | マルキ・ド・サドの演出のもとにシャラントン精神病院患者たちによって演じられたジャン＝ポール・マラーの迫害と暗殺 Marat/Sade | シャルロット・コルデー               |                                                                                             |
| 1969   | 恋する女たち Women in Love                                                                                                | グドルン                             | アカデミー主演女優賞 受賞                                                                   |
| 1970   | 恋人たちの曲/悲愴 The Music Lovers                                                                                        | アントニナ・イワノヴナ               |                                                                                             |
| 1971   | 日曜日は別れの時 Sunday Bloody Sunday                                                                                     | アレックス                           | 英国アカデミー賞 主演女優賞 受賞                                                            |
| 1971   | ボーイフレンド The Boy Friend                                                                                             | リタ                                 | クレジットなし                                                                              |
| 1971   | クイン・メリー/愛と悲しみの生涯 Mary, Queen of Scots                                                                      | エリザベス1世                        |                                                                                             |
| 1971   | エリザベス R Elizabeth R                                                                                                  | エリザベス1世                        | テレビ・ミニシリーズ                                                                        |
| 1973   | ウィークエンド・ラブ A Touch of Class                                                                                     | ヴィッキー                           | アカデミー主演女優賞 受賞 ゴールデングローブ賞 主演女優賞 (ミュージカル・コメディ部門) 受賞 |
| 1975   | 愛と哀しみのエリザベス The Romantic Englishwoman                                                                          | エリザベス・フィールディング         |                                                                                             |
| 1978   | スティービー Stevie | スティービー・スミス                 | モントリオール世界映画祭女優賞 受賞                                                         |
| 1979   | ロスト・アンド・ファウンド Lost and Found                                                                                 | トリシア                             |                                                                                             |
| 1980   | ロバート・アルトマンのヘルス Health                                                                                       | イザベラ                             |                                                                                             |
| 1980   | ホップスコッチ/或るエリート・スパイの反乱 Hopscotch                                                                       |                                      |                                                                                             |
| 1981   | パトリシア物語 The Patricia Neal Story                                                                                    | パトリシア・ニール                   | テレビ映画                                                                                  |
| 1982   | 戦場の罠 The Return of the Soldier                                                                                        | マーガレット・グレイ                 |                                                                                             |
| 1984   | サハロフ/愛と自由を求めて Sakharov                                                                                        | イエレーナ                           | テレビ映画                                                                                  |
| 1985   | 海に帰る日 Turtle Diary                                                                                                   | ネアエラ・ダンカン                   |                                                                                             |
| 1987   | ニューヨーカーの青い鳥 Beyond Therapy                                                                                     | シャーロット                         |                                                                                             |
| 1987   | レイ・オフ/女の名のもとに Business as Usual                                                                               | ベイブス・フリン                     |                                                                                             |
| 1988   | サロメ Salome's Last Dance                                                                                                | ヘロディア／レディ・アリス           |                                                                                             |
| 1989   | レインボウ The Rainbow | アンナ（母）                         |                                                                                             |
| 1989   | キング・オブ・ザ・ウィンド/疾風の覇者 King of the Wind                                                                    | キャロライン・オブ・ブランズウィック |                                                                                             |
| 1991   | 高貴なる殺人 Murder of Quality                                                                                            |                                      | テレビ映画                                                                                  |
| 2019   | Elizabeth is Missing | Maude                                | テレビ映画 (27年ぶりの復帰作品)                                                             |
| 2021   | 帰らない日曜日 Mothering Sunday                                                                                           | 老年期のジェーン・フェアチャイルド   |                                                                                             |
| 2023   | 二度目のはなればなれ The Great Escaper                                                                                    | レニー・ジョーダン                   |                                                                                             |

## 参照
1. 1 2  “グレンダ・ジャクソンさん死去 オスカー俳優、後に政界入り 87歳”.   AFPBB News (2023年6月15日). 2023年6月15日閲覧。
2. 1 2  Uglow, Jennifer S.: Hinton, Frances; and Hendry, Maggy. The Northeastern Dictionary of Women's Biography. Boston: Northeastern University Press, 1999, p. 276.
3. ↑  “Glenda Jackson winning Best Actress for "Women in Love"”.   Oscars. 2020年12月22日閲覧。
4. ↑  “Glenda Jackson Wins Best Actress: 1974 Oscars”.   Oscars. 2020年12月22日閲覧。